# Paul Deweerdt
Paul Deweerdt (Roeselare, 1940 – Roeselare, 1998), was een Belgisch kunstschilder.

## Biografie
Paul Deweerdt studeerde schilderkunst en grafiek aan het Hoger Instituut voor Plastische Kunsten te Gent. In 1973 werd hij leraar in de schilderkunst aan de Stedelijke Academie voor Schone Kunsten in Roeselare. Hij haalde verschillende kunstprijzen zoals de Provinciale Prijs Schilderkunst van West-Vlaanderen in 1968, de Campo-prijs voor Schilderkunst uit Antwerpen in 1972 en de Eerste Prijs Minister Rika De Backer in 1976. Een speciale prijs was de 'Nationale Onderscheiding voor Filatelistische Kunst' uit 1977. Een van de specialisaties van Paul Deweerdt was het tekenen van afbeeldingen voor postzegels.
De stijl van Deweerdt was bij aanvang abstract. Daarna evolueerde hij naar een meer figuratieve stijl waar enkel de contouren van het afgebeelde werden vastgelegd in subtiele tinten. Een van de belangrijkste thema's in veel van zijn werken, zijn paarden. Indrukken van zijn vele reizen waren ook veel voorkomende thema's. Op het einde van zijn leven zou hij opnieuw abstracter worden. Landschappen met nevels en wolken werden zijn kenmerk.
Zijn passie voor de schilderkunst liet ook invloed na op zijn zoon Koen-Frans Deweerdt die tot op heden nog steeds in hetzelfde atelier als zijn vader werkzaam is. Ook hij schilderde aanvankelijk voornamelijk paarden, maar ging gradueel ook over naar abstracten en landschappen.